# 塔特懷勒 (密西西比州)
塔特懷勒（英語：Tutwiler）是位於美國密西西比州塔拉哈奇縣的城鎮。

## 人口
根據2020年美國人口普查的數據，塔特懷勒的面積為7.17平方千米，皆為陸地。當地共有人口2476人，而人口密度為每平方千米345人。